# Medvednica
Medvednica tudi Zagrebačka gora je gora v neposredni bližini severnega dela Zagreba, ki z najvišjim vrhom Sljeme doseže 1030 m nadmorske višine. 
Medvednica se razteza se v smeri jugozahod-severovzhod v dolžini 42 km in ima površino 240 km². Pokriva jo pretežno iglasti gozd. Na obronkih so mnogi kulturni in zgodovinski spomeniki (grad Medvedgrad, rudnik srebra in drugi). Zahodni del Medvednice je bil leta 1981 razglašen za naravni park. Žičnica, zgrajena leta 1963, povezuje južno podnožje s središčnim delom planine. Na vrhu stoji 145 m visok televizijski oddajnik. Na severni strani so smučišča s slalomsko progo, na kateri od leta 2005 prirejajo tekme za svetovni pokal v alpskem smučanju. Preko središčnega dela vodi cesta Zagreb-Stubičke Toplice, po vzhodnem delu pa Kašina-Laz Stubički-Marija Bistrica.
Medvednica se deli na več manjših predelov: Medveščina na jugovzhodu pod vrhom, Sokolovica, Ponikve, Drenovača in Lugerica na jugozahodu, Sajerevo, Bistranska gora na severozahodu, Hum Bistrički in Drenova na severovzhodu.